# Trupanea ageratae
Trupanea ageratae är en tvåvingeart som beskrevs av Benjamin 1934. Trupanea ageratae ingår i släktet Trupanea och familjen borrflugor. Inga underarter finns listade i Catalogue of Life.